# Parebi
Parebi (en grec antic Παραίβιος) va ser, segons la mitologia grega, un habitant de la regió del Bòsfor Traci, al costat del regne de Fineu.
El pare de Parebi havia comès un sacrilegi, ja que va tallar un pi consagrat a les hamadríades, tot i que elles li van estar suplicant que no ho fes. Les nimfes el van castigar amb la pobresa per a ell i per al seu fill. Però Fineu, que tenia dots d'endeví, ensenyà a Parebi com superar la maledicció. Li va revelar que havia de construir un altar on oferiria sacrificis expiatoris a les nimfes. Parebi se'n va sortir, i, agraït, va ser un fidel servidor de Fineu.